# 北區運動場

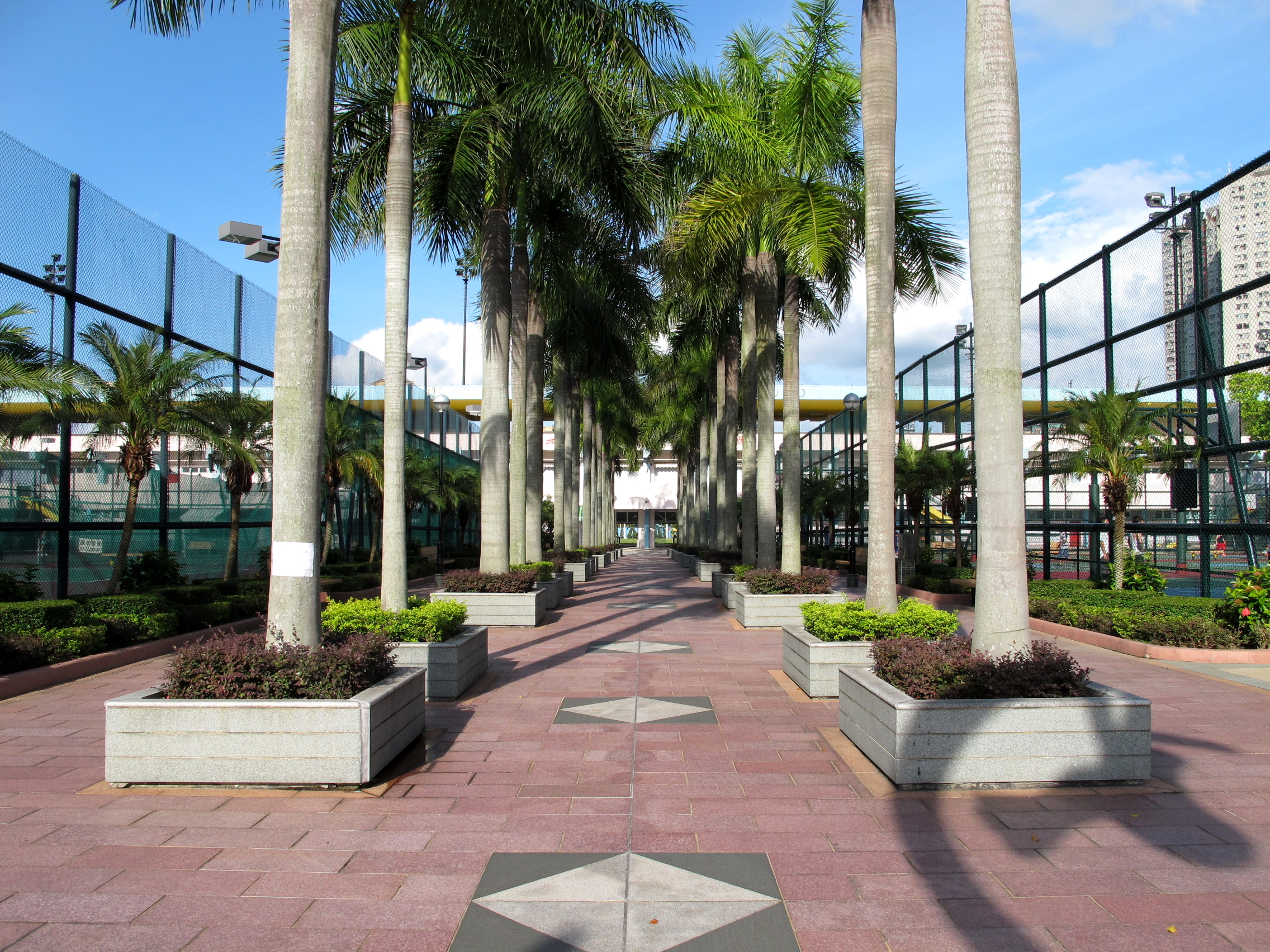
北區運動場入口

北區運動場（英語：North District Sports Ground）是香港一個由康樂及文化事務署管理的田徑及足球綜合標準運動場及康樂場地，位於新界上水天平路26號，鄰近龍琛路體育館，該地前爲天平山村寮屋區的一部分。

## 歷史
北區運動場於1994年1月8日由當時區域市政局主席張人龍主持揭幕。
2023年，獲得香港超級聯賽參賽資格的北區足球會以北區運動場作為主場。球會於同年12月3日迎戰傑志的港超聯賽事為北區運動場首次舉行香港頂級足球聯賽賽事。

## 設施
- 1條符合國際標準的全天候8線400米跑道
- 1個符合國際標準的草地球場並附設照明系統
- 3色顯示電子計分屏幕
- 可容納2500名觀眾的看台座位
- 1個可容納30輛汽車停泊的收費停車場
- 1間小食亭
- 男、女更衣室及洗手間
- 殘疾人士更衣室及洗手間
- 戶外飲水機
- 6個網球場

## 外部連結
1. ↑  上水北區運動場

- 康文署：北區運動場 （页面存档备份，存于）